# Massingy-lès-Vitteaux
Massingy-lès-Vitteaux település Franciaországban, Côte-d’Or megyében. Lakosainak száma 92 fő (2022. január 1.). Massingy-lès-Vitteaux Villeberny, Saffres, Villy-en-Auxois és Vitteaux községekkel határos.

## Népesség
A település népességének változása:
| Lakosok száma | 131  | 113  | 112  | 84   | 92   | 95   | 96   | 91   | 92   | 92   |
|               | 1968 | 1982 | 1990 | 2006 | 2013 | 2015 | 2017 | 2019 | 2020 | 2022 |